# Macroprosopa atrata
Macroprosopa atrata là một loài ruồi trong họ Tachinidae.